# Poggio Moiano
Poggio Moiano is een gemeente in de Italiaanse provincie Rieti (regio Latium) en telt 2603 inwoners (31-12-2004). De oppervlakte bedraagt 26,8 km², de bevolkingsdichtheid is 97 inwoners per km².

## Demografie
Poggio Moiano telt ongeveer 1035 huishoudens. Het aantal inwoners steeg in de periode 1991-2001 met 5,4% volgens cijfers uit de tienjaarlijkse volkstellingen van ISTAT.
| Jaar | Inwoneraantal |
| ---- | ------------- |
| 1991 | 2381          |
| 2001 | 2510          |

## Geografie
De gemeente ligt op ongeveer 520 m boven zeeniveau.
Poggio Moiano grenst aan de volgende gemeenten: Colle di Tora, Frasso Sabino, Monteleone Sabino, Poggio Nativo, Pozzaglia Sabina, Rocca Sinibalda, Scandriglia, Torricella in Sabina.